# Lazarillo de Tormes (film)
Lazarillo de Tormes è un film del 1959 diretto da César Ardavin.
È l'adattamento dell'anonimo romanzo picaresco dal titolo omonimo. 
Vinse l'Orso d'oro al Festival di Berlino.

## Riconoscimenti
- Festival di Berlino
  - Orso d'oro